# Lalaine
Lalaine Anna Vergara-Paras meglio conosciuta semplicemente come Lalaine (Burbank, 3 giugno 1987) è un'attrice e cantante statunitense.

## Biografia

### Vita privata
Nata da genitori filippini originari di Batangas e Pampanga  a Burbank in California e attualmente vive a Los Angeles.

### Carriera
La carriera di Lalaine è iniziata quando ha preso parte al telefilm della Disney Lizzie McGuire nel quale interpretava la migliore amica di Lizzie, Miranda Isabella Sanchez. Avrebbe dovuto ricoprire questo ruolo anche nello spin-off della serie, What's Stevie Thinking, sulla sorella minore di Miranda, ma quando è stata mandata in onda nel 2005 non ha avuto il successo sperato ed è stata quindi cancellata.
La vita da star di Lalaine comincia quando incontra Nikki Alberto che le trova lavoro al teatro di Broadway nel musical Les Miserables. In esso Lalaine interpreta le giovani Cosette ed Eponine.
Quando Lalaine torna in Canada gira molte pubblicità, tra le quali alcune per Microsoft e Burger King. Nello stesso periodo partecipa ad un lavoro teatrale, Brundibar.
Lalaine doppia anche molti film tra i quali Inspector Gadget e Lolita. Interpreta poi il ruolo dell'orfana "Kate" nella versione per Disney Channel del film Annie. In seguito ricopre il ruolo di "Abby" in You Wish! - Attenzione ai desideri. Nel 2003 prende parte a due episodi di Buffy l'ammazzavampiri nei quali interpreta una giovane prescelta che rimane uccisa e della quale Il Primo si impossessa.
Lalaine prende spesso parte a eventi di beneficenza come il concerto contro l'AIDS.
Nel 2003 Lalaine ha inciso un album, "Lalaine: Inside Story". Lalaine ha scritto sei delle canzoni dell'album tra cui "Life is good", "Can't Stop" e "Save Myself". Ha inoltre collaborato con Radio Disney, esibendosi in tutto il sud della California e alle Hawaii. Per 6 mesi la canzone "You Wish", scritta per il film dall'omonimo titolo, è rimasta nella Top 30 di Radio Disney. Ha inoltre firmato un contratto con la "Warner Brother's Record". Il suo nuovo singolo è "I'm Not Your Girl". è possibile vedere il video su AOL Music o Yahoo! Launch.
Nel 2004 Lalaine ha girato SOP Gigsters per il canale filippino GMA Network. Ha inoltre girato un programma nel quale viaggia per tutta l'isola e ne mostra le meraviglie. Nel 2005 ha promosso il GMA Pinoy TV a San frcv, California
Attualmente Lalaine sta incidendo il nuovo album che conta artisti come Glen Ballardi, Oliver Leiber, Danielle Brisebois, Timberland e molti altri.

## Discografia
- Cruella De Vil 27 settembre 2005
- I'm Not Your Girl 2 agosto 2005
- I'm Not Your Girl 16 marzo 2005
- Haunted 2004
- If You Wanna Rock 13 gennaio 2004
- Lalaine: Inside Story 8 luglio 2003
- You Wish! 2003

## Filmografia

### Cinema
- Debating Robert Lee, regia di Dan Polier (2004)
- Promised Land, regia di Michael Beltrami (2004)
- Soccer Girl - Un sogno in gioco (Her Best Move), regia di Norm Hunter (2007)
- Royal Kill, regia di Babar Ahmed (2009)
- Easy Girl, regia di Will Gluck (2010)
- One Night Alone, regia di David Allen Hewitt (2012)

### Televisione
- Annie - Cercasi genitori (Annie), regia di Rob Marshall - film TV (1999)
- Border Line - film TV, regia di Ken Kwapis (1999)
- Lizzie McGuire - serie TV, 65 episodi (2001-2004)
- You Wish! - Attenzione ai desideri (You Wish!), regia di Paul Hoen – film TV (2003)
- Buffy l'ammazzavampiri - serie TV, 3 episodi (2003)
- All That - serie TV, 1 episodio (2005)
- What's Stevie Thinking? - film TV, regista sconosciuto (2007)
- Off the Clock - serie TV, 8 episodi (2009-2013)
- Shane Dawson TV - serie TV, 1 episodio (2011)
- Dream Journal - serie TV, 1 episodio (2012)
- Raymond & Lane - serie TV, 1 episodio (2015)

### Cortometraggi
- The Man with the Red Balloon, regia di Hitesh Ambalal e di Phong Le (2014)

## Video musicali
- Hilary Duff - I Can't Wait (2002)
- Lalaine - I'm Not Your Girl (2005)
- The Captains of Industry Present - Do They Know Its Christmas (2008)
- Vanity Theft - Limb from Limb (2010)
- Vanity Theft - Anatomy, HOUSES Haunted Tape Remix (2010)
- Vanity Theft - Anatomy (2011)
- Vanity Theft - Trainwreck (2011)